# کای هندریکس
کای هندریکس (هلندی: Kaj Hendriks؛ زادهٔ ۱۹ اوت ۱۹۸۷) قایقران روئینگ اهل هلند است.
از افتخارات وی میتوان به کسب مدال برنز هشت نفره تک پارو در بازی‌های المپیک تابستانی ۲۰۱۶ اشاره کرد.